# فرقة الكندي

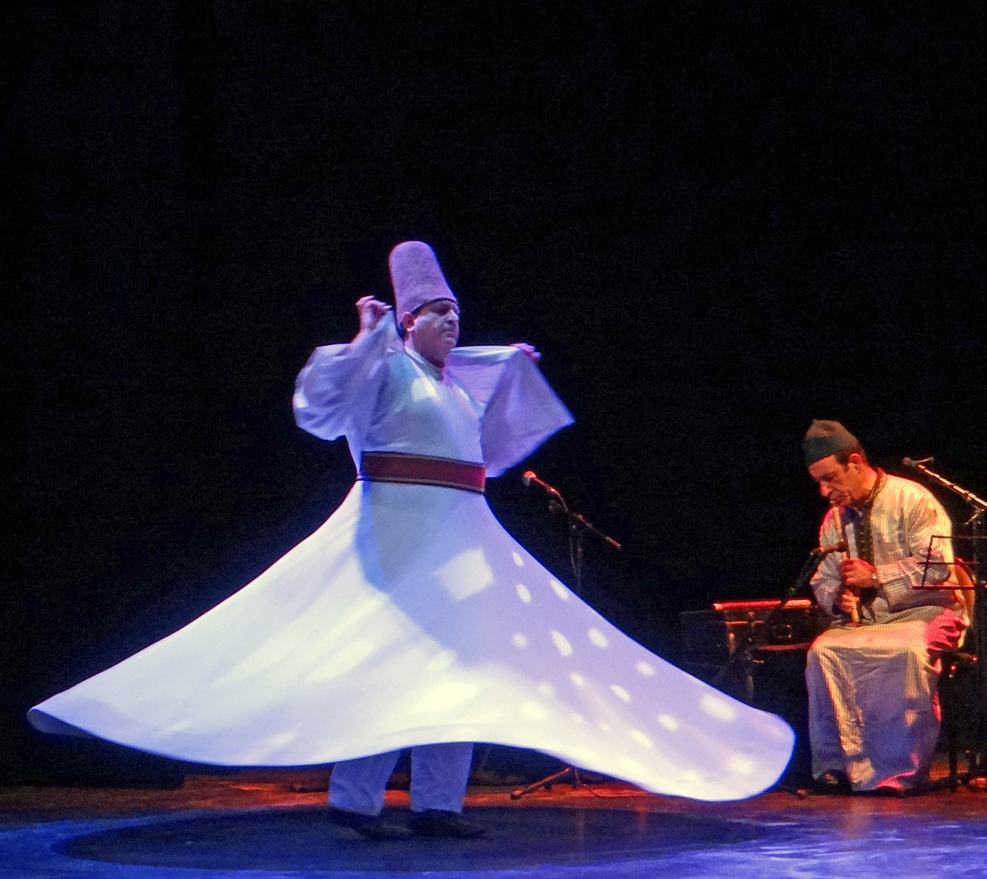
أداء لفرقة الكندي في معهد العالم العربي ، باريس

فرقة الكندي هي فرقة موسيقية صوفية أسَّسها عام 1983 جوليان جلال الدين فايس. تشتهر فرقة الكندي، التي تتخذ من حلب بسوريا مقرًّا لها، بأعمالها المتصلة بالتقاليد الموسيقية العربية الإسلامية والصوفية.  

## تاريخها
تأسست عام 1983 في حلب على يد جوليان فايس تكريمًا للكندي ، الفيلسوف والمنظر الموسيقي في العالم العربي ، بدأت فرقة الكندي رحلتها بروح استكشاف التأثيرات العربية الأندلسية والشرقية والتركية والإيرانية في الموسيقى. أرادت الفرقة الحصول على ذخيرة من العالم العربي بأسره. في البداية ، تألفت المجموعة من ثلاثة عازفين فقط. لاعب التار الدف المصري عادل شمس الدين وجوليان فايس ولاعب ناي السوري زياد قاضي أمين. في البداية كانت الفرقة تعزف مقطوعات موسيقية فقط. ثم قرر جوليان فايس توسيع المجموعة. سافر إلى سوريا والتقى بالشيخ حمزة شكور، مطرب الموسيقى الكلاسيكية المعروف. كان شكور أيضًا زعيمًا للطائفة الصوفية من الدراويش. في عام 1986 اعتنق فايس الإسلام واستقر في حلب. هناك تعاون مع العديد من مطربي الموسيقى الكلاسيكية من العراق وسوريا، مثل: صبري المدلل، وأديب الدايخ والمغني والموسيقي التونسي لطفي بو شناق.

## النمط الموسيقي
برفقة ترانيم عالية وطويلة، تستخدم المجموعة أدوات متعددة مثل العود والكمان والناي والإيقاع والقيثارة لإنشاء سيمفونية إيقاعية. وغالبًا ما ترافق الموسيقى درويش أثناء حفلاتهم الموسيقية مثل شاهين ناصر من إسطنبول وماهر وحاتم الجمل من دمشق ويحيى حمامي ويوسف شريمو من حلب. 

### العازفون
- جوليان جلال الدين فايس (توفي عام 2015)، عازف على القانون ومدير الفرقة.
- عادل شمس الدين سيد الرقّ المصري
- محمد سعادة (توفي عام 2005)، عازف الفلوت والموسيقى التونسي من ناي
- عبد السلام صفر (توفي 1999) أستاذ التقسيم وعازف الناي السوري
- زياد قاضي أمين، عازف الفلوت من دمشق
- محمد قدري دلال سيد سوريا في العود
- محمد قمر سيد الجوزة العراقي
- أوزر أوزيل، سيد العود من تركيا
- عالم قاسموف، سيد القطران الأذربيجاني
- محمد رفيق كايا، سيد الرباب الصوفي والعثماني التركي
- عثمان أوكسوز أوغلو، الأستاذ التركي في الكودوم العثماني

### المطربون
استقبلت فرقة الكندي العديد من المطربين المنفردين منذ عام 1990 ومنهم:
- الشيخ حمزة شكور (توفي عام 2008)
- صبري مدلل، ملحن أنشودة دينية من جامع حلب الكبير
- أديب الدايخ (ت سنة 2000)، مقرئ غزال من حلب
- الشيخ حبوش زعيم زاوية قادرية الإخوان الصوفي من حلب
- عمر سرميني، سيد القصيدة السوري
- حسين إسماعيل الأعظمي معلم المقام الكلاسيكي من بغداد
- دوغان ديكمان، المغني الكلاسيكي العثماني والأستاذ بجامعة يلديز وعضو فرقة أوركسترا TRT في إسطنبول.
- بكير بويوكباس، حافظ ومؤذن جامع السلطان فتحي في إسطنبول
- لطفي بوشناق، مطرب من تونس
- قسطنطين أنجليديس، من أثينا في اليونان

## مؤلفات
- (1988) الموسيقى العربية الكلاسيكية ، ثلاثي على الآلات مع محمد سعادة
- (1993) أغاني كلاسيكية من تونس والشرق الأوسط مع لطفي بوشناق
- (1994) سوريا: أناشيد تقسيمية وصوفية من دمشق مع حمزة شكور
- (1995) شغف الألف ليلة وليلة مع حسين إسماعيل الأعظمي
- (1995) أغاني صوفية من دمشق مع حمزة شكور
- (1998) غرفة الموسيقى الحلبية مع صبري مدلل وعمر سرميني
- (1999) دراويش دمشق مع حمزة شكور
- (2001) الحروب الصليبية - تحية الأمير أسامة بن المنقذ مع عمر السرميني
- (2003) صوفية حلب مع الشيخ حبوش
- (2006) العطور العثمانية مع دوجان ديكمان وعمر سرميني
- (2011) موسيقى عربية من زمن الصليبيين مع عمر سرميني